# Laaksaare

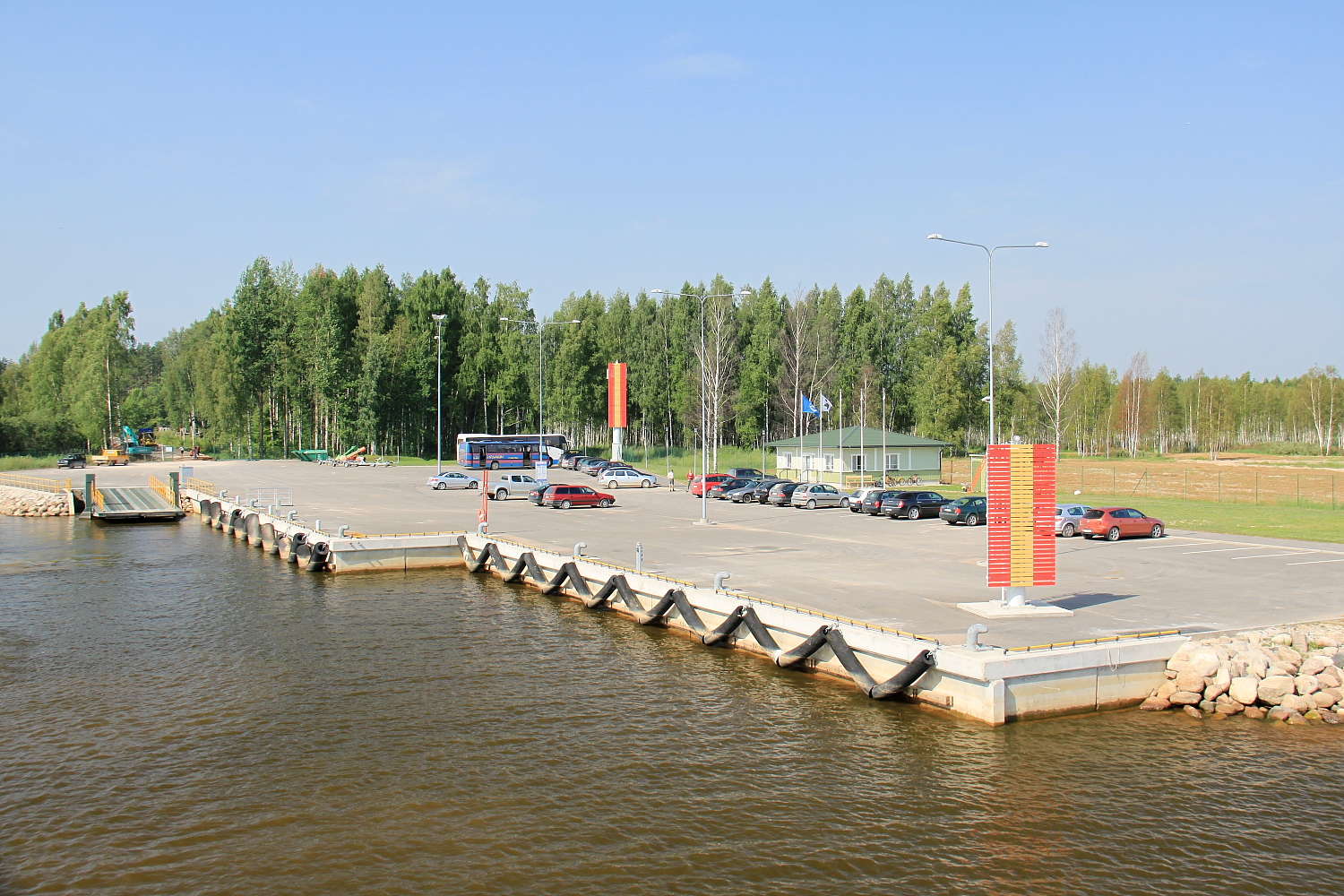
Laaksaare sadam

Laaksaare (Estisch: Laaksaare sadam) is een haven aan het Peipusmeer in Estland. Ze ligt op het grondgebied van het dorp Parapalu in de gemeente Räpina, provincie Põlvamaa (tot in 2017 in de gemeente Meeksi, die in dat jaar opging in Räpina).
Vanuit Laaksaare vertrekt een veerboot naar het eiland Piirissaar. De veerdienst wordt onderhouden door het veerbedrijf Kihnu Veeteed met het schip Koidula, vernoemd naar de dichteres Lydia Koidula.